# Peperomia puberulilimba
Peperomia puberulilimba är en pepparväxtart som beskrevs av C. Dc.. Peperomia puberulilimba ingår i släktet peperomior, och familjen pepparväxter. Inga underarter finns listade i Catalogue of Life.